# Tlacuatzin gaumeri
Tlacuatzin gaumeri is een zoogdier uit de familie van de opossums (Didelphidae). De wetenschappelijke naam van de soort werd voor het eerst geldig gepubliceerd door Osgood in 1913.

## Taxonomie
De soort werd tot 2018 als een ondersoort van Tlacuatzin canescens beschouwd, maar werd op basis van genetisch en morfometrisch onderzoek als aparte soort beschouwd.

## Voorkomen
De soort komt voor op het Yucatánschiereiland in Mexico.